# Herbert Bailey (Fußballspieler, 1894)
Herbert Albert Bailey (* 7. November 1894 in Amble; † 1. Quartal 1955 in Nord-Durham) war ein englischer Fußballspieler.

## Karriere
Bailey kam im Mai 1922 vom Amble FC zum AFC Ashington. Zunächst im Reserveteam des Klubs als Verteidiger aufgeboten, debütierte er am 23. Dezember 1922 in der ersten Mannschaft in der Third Division North, die Heimpartie der auf sieben Positionen veränderten Mannschaft gegen den AFC Barrow endete mit einer 2:6-Niederlage. Im Laufe der Partie wurde der etatmäßige Linksverteidiger Harry Featherstone nach hinten gezogen und Bailey übernahm dessen Position in der Läuferreihe, auf den Spielverlauf hatte dies aber keine spürbare Auswirkung. Bailey kam im März 1923, am Karfreitag, zu seinem zweiten und letzten Einsatz in der Football League, als das Team durch zwei Tore des Amateurspielers und Ligadebütanten Fred Panther mit 0:2 bei Lincoln City unterlag.